# 14e étape du Tour de France 2013
Pour un article plus général, voir Tour de France 2013.
La 14e étape du Tour de France 2013 s'est déroulée le samedi 13 juillet 2013. Elle part de Saint-Pourçain-sur-Sioule et arrive à Lyon.

## Parcours
Cette étape de 191 km relie Saint-Pourçain-sur-Sioule, dans l'Allier à Lyon, dans le Rhône. Elle compte sept difficultés répertoriées pour le classement de meilleur grimpeur : les côtes de Marcigny, de la Croix Couverte, de Lozanne, de la Duchère, et de la Croix Rousse, toutes de quatrième catégorie, ainsi que la côte de Thizy-les-Bourgs et le col du Pilon (727 m), de troisième catégorie.

## Déroulement de la course

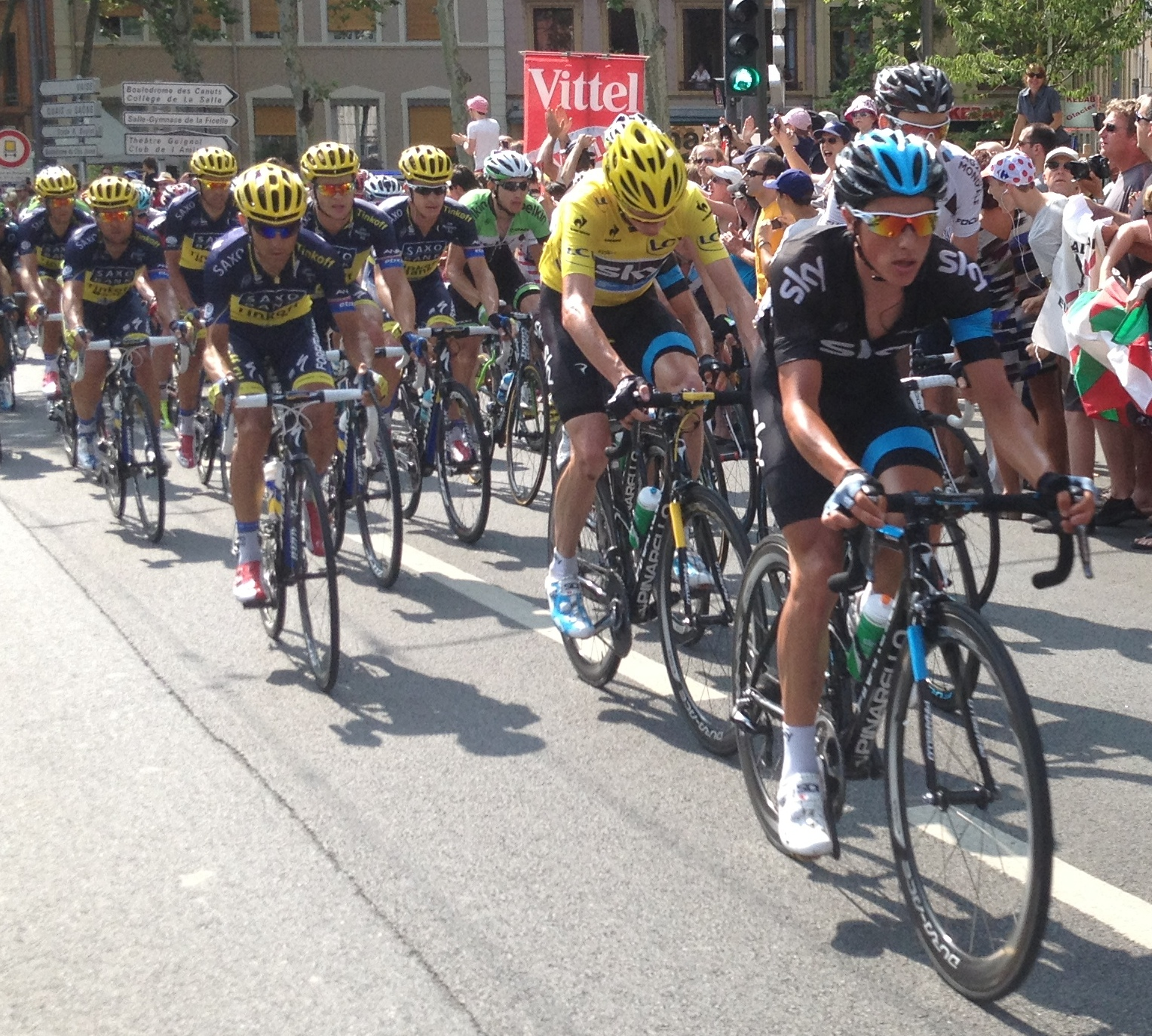
Passage du peloton dans la côte de la Croix-Rousse.

Au kilomètre huit, Jens Voigt (RadioShack-Leopard) lance la première attaque de cette étape accidentée. Un trio se forme, avec le Français Blel Kadri (AG2R La Mondiale) et le Danois Lars Ytting Bak (Lotto-Belisol), rapidement rejoint par Arthur Vichot (FDJ.fr) et Christophe Le Mével (Cofidis). Ce dernier est rapidement lâché, et rejoint par le peloton, mené par l’équipe Vacansoleil-DCM. Les quatre coureurs en tête disposent d’une trentaine de secondes d’avance. Au kilomètre 40, une contre-attaque est menée par une quinzaine de coureurs. Deux kilomètres plus tard, la jonction est faite, formant une échappée de dix-huit coureurs. Elle est composée de Bak, Vichot et Kadri, ainsi que Marcus Burghardt et Tejay van Garderen (BMC Racing), Voigt et Jan Bakelants (RadioShack–Leopard), Cyril Gautier (Europcar), Pavel Brutt (Katusha), Imanol Erviti et José Joaquín Rojas (Movistar), Egoitz García (Cofidis), Matteo Trentin (Omega Pharma-Quick Step), David Millar et Andrew Talansky pour la (Garmin-Sharp), Michael Albasini (Orica-GreenEDGE), Simon Geschke (Argos-Shimano) et Julien Simon (Sojasun).
Les équipes Euskaltel Euskadi et Lampre-Merida, dont aucun coureur n'est à l’avant, mènent le peloton pour essayer de revenir sur l’échappée. Ne parvenant pas à rejoindre les dix-huit fuyards, ils cessent la chasse à quatre-vingts kilomètres de l’arrivée. Au sprint intermédiaire de Thizy-les-Bourgs, Rojas passe le premier. Au sommet de la côte de la même localité, les dix-huit coureurs ont 3 minutes 50 secondes d'avance sur le peloton, tandis que Johnny Hoogerland (Vacansoleil DCM), accompagné de Damiano Cunego (Lampre-Merida), se lancent en vain dans une poursuite. Hoogerland part seul dans le col du pilon, revient à cinquante secondes de la tête de la course, mais sur les conseils de son directeur sportif, se relève. Hoogerland et Cunego sont repris par le peloton.
À vingt-cinq kilomètres de l’arrivée, le groupe des dix-huit échappés a six minutes et trente secondes d'avance. C’est à ce moment que viennent les premières offensives, portées par Albasini et Millar, sans succès. Bakelants bascule en tête de la côte de la Duchère, mais se fait reprendre dans la descente. Simon passe à son tour à l'offensive. Il prend jusqu’à 20 secondes d'avance sur ses poursuivants, à dix kilomètres de la ligne d’arrivée. À deux kilomètres, Bak essaie de combler les dix secondes de retard qui le sépare de Simon. Il est suivi de Bakelants et de Gautier. Simon est rejoint par Albasini et s’accroche dans la roue de celui-ci. À quelques centaines de mètres de l’arrivée, les douze coureurs restants de l'échappée sont regroupés. Albasini mène le sprint mais Trentin le passe sur la ligne. Celui-ci offre une troisième victoire en quatre jours à son équipe en remportant sa première victoire d’étape sur le tour. Talansky prend la troisième place. Le peloton finit la course avec plus de sept minutes de retard. Christopher Froome (Sky) conserve le maillot jaune.

## Résultats

### Classement de l'étape
| Classement de la 14e étape | Classement de la 14e étape | Classement de la 14e étape | Classement de la 14e étape | Classement de la 14e étape |
|                            | Coureur                    | Pays                       | Équipe                     | Temps                      |
| -------------------------- | -------------------------- | -------------------------- | -------------------------- | -------------------------- |
| 1er                        | Matteo Trentin             | Italie                     | Omega Pharma-Quick Step    | en 4 h 15 min 11 s         |
| 2e                         | Michael Albasini           | Suisse                     | Orica-GreenEDGE            | m.t                        |
| 3e                         | Andrew Talansky            | États-Unis                 | Garmin-Sharp               | m.t                        |
| 4e                         | José Joaquín Rojas         | Espagne                    | Movistar                   | m.t                        |
| 5e                         | Egoitz García              | Espagne                    | Cofidis                    | m.t                        |
| 6e                         | Lars Ytting Bak            | Danemark                   | Lotto-Belisol              | m.t                        |
| 7e                         | Simon Geschke              | Allemagne                  | Argos-Shimano              | m.t                        |
| 8e                         | Arthur Vichot              | France                     | FDJ.fr                     | m.t                        |
| 9e                         | Pavel Brutt                | Russie                     | Katusha                    | m.t                        |
| 10e                        | Cyril Gautier              | France                     | Europcar                   | m.t                        |
| modifier                   |                            |                            |                            |                            |

### Points attribués
| Sprint intermédiaire de Thizy-les-Bourgs (km 109,5) | Sprint intermédiaire de Thizy-les-Bourgs (km 109,5) | Sprint intermédiaire de Thizy-les-Bourgs (km 109,5) | Sprint intermédiaire de Thizy-les-Bourgs (km 109,5) | Sprint intermédiaire de Thizy-les-Bourgs (km 109,5) |
| --------------------------------------------------- | --------------------------------------------------- | --------------------------------------------------- | --------------------------------------------------- | --------------------------------------------------- |
|                                                     | Coureur                                             | Pays                                                | Équipe                                              | Point(s)                                            |
| 1er                                                 | José Joaquín Rojas                                  | Espagne                                             | Movistar                                            | 20                                                  |
| 2e                                                  | Lars Ytting Bak                                     | Danemark                                            | Lotto-Belisol                                       | 17                                                  |
| 3e                                                  | Jan Bakelants                                       | Belgique                                            | RadioShack-Leopard                                  | 15                                                  |
| 4e                                                  | David Millar                                        | Royaume-Uni                                         | Garmin-Sharp                                        | 13                                                  |
| 5e                                                  | Marcus Burghardt                                    | Allemagne                                           | BMC Racing                                          | 11                                                  |
| 6e                                                  | Jens Voigt                                          | Allemagne                                           | RadioShack-Leopard                                  | 10                                                  |
| 7e                                                  | Michael Albasini                                    | Suisse                                              | Orica-GreenEDGE                                     | 9                                                   |
| 8e                                                  | Simon Geschke                                       | Allemagne                                           | Argos-Shimano                                       | 8                                                   |
| 9e                                                  | Egoitz García                                       | Espagne                                             | Cofidis                                             | 7                                                   |
| 10e                                                 | Imanol Erviti                                       | Espagne                                             | Movistar                                            | 6                                                   |
| 11e                                                 | Tejay van Garderen                                  | États-Unis                                          | BMC Racing                                          | 5                                                   |
| 12e                                                 | Julien Simon                                        | France                                              | Sojasun                                             | 4                                                   |
| 13e                                                 | Blel Kadri                                          | France                                              | AG2R La Mondiale                                    | 3                                                   |
| 14e                                                 | Andrew Talansky                                     | États-Unis                                          | Garmin-Sharp                                        | 2                                                   |
| 15e                                                 | Arthur Vichot                                       | France                                              | FDJ.fr                                              | 1                                                   |
| modifier                                            |                                                     |                                                     |                                                     |                                                     |

| Classement de l'étape | Classement de l'étape | Classement de l'étape | Classement de l'étape   | Classement de l'étape |
| --------------------- | --------------------- | --------------------- | ----------------------- | --------------------- |
|                       | Coureur               | Pays                  | Équipe                  | Point(s)              |
| 1er                   | Matteo Trentin        | Italie                | Omega Pharma-Quick Step | 30                    |
| 2e                    | Michael Albasini      | Suisse                | Orica-GreenEDGE         | 25                    |
| 3e                    | Andrew Talansky       | États-Unis            | Garmin-Sharp            | 22                    |
| 4e                    | José Joaquín Rojas    | Espagne               | Movistar                | 19                    |
| 5e                    | Egoitz García         | Espagne               | Cofidis                 | 17                    |
| 6e                    | Lars Ytting Bak       | Danemark              | Lotto-Belisol           | 15                    |
| 7e                    | Simon Geschke         | Allemagne             | Argos-Shimano           | 13                    |
| 8e                    | Arthur Vichot         | France                | FDJ.fr                  | 11                    |
| 9e                    | Pavel Brutt           | Russie                | Katusha                 | 9                     |
| 10e                   | Cyril Gautier         | France                | Europcar                | 7                     |
| 11e                   | Julien Simon          | France                | Sojasun                 | 6                     |
| 12e                   | Jan Bakelants         | Belgique              | RadioShack-Leopard      | 5                     |
| 13e                   | Blel Kadri            | France                | AG2R La Mondiale        | 4                     |
| 14e                   | Marcus Burghardt      | Allemagne             | BMC Racing              | 3                     |
| 15e                   | Imanol Erviti         | Espagne               | Movistar                | 2                     |
| modifier              |                       |                       |                         |                       |

### Cols et côtes
| Côte de Marcigny (km 66,5) 4e catégorie | Côte de Marcigny (km 66,5) 4e catégorie | Côte de Marcigny (km 66,5) 4e catégorie | Côte de Marcigny (km 66,5) 4e catégorie | Côte de Marcigny (km 66,5) 4e catégorie |
| --------------------------------------- | --------------------------------------- | --------------------------------------- | --------------------------------------- | --------------------------------------- |
|                                         | Coureur                                 | Pays                                    | Équipe                                  | Point(s)                                |
| 1er                                     | Simon Geschke                           | Allemagne                               | Argos-Shimano                           | 1                                       |
| modifier                                |                                         |                                         |                                         |                                         |

| Côte de la Croix Couverte (km 98,5) 4e catégorie | Côte de la Croix Couverte (km 98,5) 4e catégorie | Côte de la Croix Couverte (km 98,5) 4e catégorie | Côte de la Croix Couverte (km 98,5) 4e catégorie | Côte de la Croix Couverte (km 98,5) 4e catégorie |
| ------------------------------------------------ | ------------------------------------------------ | ------------------------------------------------ | ------------------------------------------------ | ------------------------------------------------ |
|                                                  | Coureur                                          | Pays                                             | Équipe                                           | Point(s)                                         |
| 1er                                              | Jan Bakelants                                    | Belgique                                         | RadioShack-Leopard                               | 1                                                |
| modifier                                         |                                                  |                                                  |                                                  |                                                  |

| Côte de Thizy-les-Bourgs (km 113) 3e catégorie | Côte de Thizy-les-Bourgs (km 113) 3e catégorie | Côte de Thizy-les-Bourgs (km 113) 3e catégorie | Côte de Thizy-les-Bourgs (km 113) 3e catégorie | Côte de Thizy-les-Bourgs (km 113) 3e catégorie |
| ---------------------------------------------- | ---------------------------------------------- | ---------------------------------------------- | ---------------------------------------------- | ---------------------------------------------- |
|                                                | Coureur                                        | Pays                                           | Équipe                                         | Point(s)                                       |
| 1er                                            | Blel Kadri                                     | France                                         | AG2R La Mondiale                               | 2                                              |
| 2e                                             | Tejay van Garderen                             | États-Unis                                     | BMC Racing                                     | 1                                              |
| modifier                                       |                                                |                                                |                                                |                                                |

| Col du Pilon (km 126,5) 3e catégorie | Col du Pilon (km 126,5) 3e catégorie | Col du Pilon (km 126,5) 3e catégorie | Col du Pilon (km 126,5) 3e catégorie | Col du Pilon (km 126,5) 3e catégorie |
| ------------------------------------ | ------------------------------------ | ------------------------------------ | ------------------------------------ | ------------------------------------ |
|                                      | Coureur                              | Pays                                 | Équipe                               | Point(s)                             |
| 1er                                  | Blel Kadri                           | France                               | AG2R La Mondiale                     | 2                                    |
| 2e                                   | Andrew Talansky                      | États-Unis                           | Garmin-Sharp                         | 1                                    |
| modifier                             |                                      |                                      |                                      |                                      |

| Côte de Lozanne (km 161) 4e catégorie | Côte de Lozanne (km 161) 4e catégorie | Côte de Lozanne (km 161) 4e catégorie | Côte de Lozanne (km 161) 4e catégorie | Côte de Lozanne (km 161) 4e catégorie |
| ------------------------------------- | ------------------------------------- | ------------------------------------- | ------------------------------------- | ------------------------------------- |
|                                       | Coureur                               | Pays                                  | Équipe                                | Point(s)                              |
| 1er                                   | Jens Voigt                            | Allemagne                             | RadioShack-Leopard                    | 1                                     |
| modifier                              |                                       |                                       |                                       |                                       |

| Côte de la Duchère (km 176) 4e catégorie | Côte de la Duchère (km 176) 4e catégorie | Côte de la Duchère (km 176) 4e catégorie | Côte de la Duchère (km 176) 4e catégorie | Côte de la Duchère (km 176) 4e catégorie |
| ---------------------------------------- | ---------------------------------------- | ---------------------------------------- | ---------------------------------------- | ---------------------------------------- |
|                                          | Coureur                                  | Pays                                     | Équipe                                   | Point(s)                                 |
| 1er                                      | Michael Albasini                         | Suisse                                   | Orica-GreenEDGE                          | 1                                        |
| modifier                                 |                                          |                                          |                                          |                                          |

| \| Côte de la Croix Rousse (km 181,5) 4e catégorie \| Côte de la Croix Rousse (km 181,5) 4e catégorie \| Côte de la Croix Rousse (km 181,5) 4e catégorie \| Côte de la Croix Rousse (km 181,5) 4e catégorie \| Côte de la Croix Rousse (km 181,5) 4e catégorie \| \| ----------------------------------------------- \| ----------------------------------------------- \| ----------------------------------------------- \| ----------------------------------------------- \| ----------------------------------------------- \| \| \| Coureur \| Pays \| Équipe \| Point(s) \| \| 1er \| Julien Simon \| France \| Sojasun \| 1 \| \| modifier \| \| \| \| \| |              |        |         |          |
| Côte de la Croix Rousse (km 181,5) 4e catégorie |              |        |         |          |
| | Coureur      | Pays   | Équipe  | Point(s) |
| 1er | Julien Simon | France | Sojasun | 1        |
| modifier |              |        |         |          |

## Classements à l'issue de l'étape

### Classement général
| Classement général | Classement général     | Classement général | Classement général      | Classement général  |
|                    | Coureur                | Pays               | Équipe                  | Temps               |
| ------------------ | ---------------------- | ------------------ | ----------------------- | ------------------- |
| 1er                | Christopher Froome     | Royaume-Uni        | Sky                     | en 55 h 22 min 58 s |
| 2e                 | Bauke Mollema          | Pays-Bas           | Belkin                  | + 2 min 28 s        |
| 3e                 | Alberto Contador       | Espagne            | Saxo-Tinkoff            | + 2 min 45 s        |
| 4e                 | Roman Kreuziger        | Tchéquie           | Saxo-Tinkoff            | + 2 min 48 s        |
| 5e                 | Laurens ten Dam        | Pays-Bas           | Belkin                  | + 3 min 1 s         |
| 6e                 | Jakob Fuglsang         | Danemark           | Astana                  | + 4 min 39 s        |
| 7e                 | Michał Kwiatkowski     | Pologne            | Omega Pharma-Quick Step | + 4 min 44 s        |
| 8e                 | Nairo Quintana         | Colombie           | Movistar                | + 5 min 18 s        |
| 9e                 | Jean-Christophe Péraud | France             | AG2R La Mondiale        | + 5 min 39 s        |
| 10e                | Joaquim Rodríguez      | Espagne            | Katusha                 | + 5 min 48 s        |
| modifier           |                        |                    |                         |                     |

### Classement par points
| Classement par points | Classement par points | Classement par points | Classement par points   | Classement par points |
| --------------------- | --------------------- | --------------------- | ----------------------- | --------------------- |
|                       | Coureur               | Pays                  | Équipe                  | Point(s)              |
| 1er                   | Peter Sagan           | Slovaquie             | Cannondale              | 357 points            |
| 2e                    | Mark Cavendish        | Royaume-Uni           | Omega Pharma-Quick Step | 273 pts               |
| 3e                    | André Greipel         | Allemagne             | Lotto-Belisol           | 217 pts               |
| modifier              |                       |                       |                         |                       |

### Classement du meilleur grimpeur
| Classement du meilleur grimpeur | Classement du meilleur grimpeur | Classement du meilleur grimpeur | Classement du meilleur grimpeur | Classement du meilleur grimpeur |
| ------------------------------- | ------------------------------- | ------------------------------- | ------------------------------- | ------------------------------- |
|                                 | Coureur                         | Pays                            | Équipe                          | Point(s)                        |
| 1er                             | Pierre Rolland                  | France                          | Europcar                        | 50 points                       |
| 2e                              | Christopher Froome              | Royaume-Uni                     | Sky                             | 33 pts                          |
| 3e                              | Richie Porte                    | Australie                       | Sky                             | 28 pts                          |
| modifier                        |                                 |                                 |                                 |                                 |

### Classement du meilleur jeune
| Classement général du meilleur jeune | Classement général du meilleur jeune | Classement général du meilleur jeune | Classement général du meilleur jeune | Classement général du meilleur jeune |
|                                      | Coureur                              | Pays                                 | Équipe                               | Temps                                |
| ------------------------------------ | ------------------------------------ | ------------------------------------ | ------------------------------------ | ------------------------------------ |
| 1er                                  | Michał Kwiatkowski                   | Pologne                              | Omega Pharma-Quick Step              | en 55 h 27 min 42 s                  |
| 2e                                   | Nairo Quintana                       | Colombie                             | Movistar                             | + 34 s                               |
| 3e                                   | Andrew Talansky                      | États-Unis                           | Garmin-Sharp                         | + 1 min 10 s                         |
| modifier                             |                                      |                                      |                                      |                                      |

### Classement par équipes
| Classement par équipes | Classement par équipes | Classement par équipes | Classement par équipes |
|                        | Équipe                 | Pays                   | Temps                  |
| ---------------------- | ---------------------- | ---------------------- | ---------------------- |
| 1re                    | Saxo-Tinkoff           | Danemark               | en 165 h 28 min 45 s   |
| 2e                     | Movistar               | Espagne                | + 2 min 26 s           |
| 3e                     | Belkin                 | Pays-Bas               | + 2 min 32 s           |
| modifier               |                        |                        |                        |